# Wojciech Olejniczak
Pour les articles homonymes, voir Olejniczak.
Wojciech Michał Olejniczak, né le 10 avril 1974 à Łowicz, est un homme politique polonais membre de l'Alliance de la gauche démocratique (SLD).
Ancien leader étudiant, formé à l'université des sciences de la vie de Varsovie, il est élu député à la Diète en 2001, un an après avoir intégré la direction de la SLD. En 2003, Leszek Miller le choisit comme ministre de l'Agriculture.
Il renonce à cette fonction en mai 2005, après avoir pris la présidence de l'Alliance de la gauche démocratique. Après la déroute de son parti aux législatives de septembre suivant, il devient vice-président de la Diète jusqu'à la fin prématurée de la législature, en 2007. Il est alors porté à la direction du groupe parlementaire sous la nouvelle mandature.
Il est remplacé en 2008 par Grzegorz Napieralski comme président de la SLD. Il lui cède en 2009 la présidence du groupe des députés, à la suite de son élection au Parlement européen. Ayant manqué sa réélection en 2014, il met un terme à sa vie politique.

## Éléments personnels

### Formation
Après avoir étudié, de 1989 à 1994, à l'école technique d'horticulture de Sochaczew, il intègre le département d'économie agricole de l'université des sciences de la vie de Varsovie, où il entame en 1997 un master de gestion et marketing dans l'industrie agricole, qu'il achève en deux ans. En 2007, il obtient un doctorat d'économie.

### Vie privée
Marié avec Anna Olejniczak, il a deux enfants, Szymon et Maria. En 2007, il sauve une femme de la mort en l'extirpant d'un incendie.

## Activité politique

### Parcours militant
Il participe en 2000 à la campagne présidentielle victorieuse d'Aleksander Kwaśniewski, en tant que responsable des médias et de la campagne visuelle. Il entre la même année au comité exécutif national de l'Alliance de la gauche démocratique (SLD), puis intègre le bureau national en 2003. Le 29 mai 2005, Wojciech Olejniczak est élu président de la SLD à 31 ans seulement.
Il perd ce poste trois ans plus tard, le 31 mai 2008, au profit de Grzegorz Napieralski.

### Au sein des institutions
En 1996, il est élu pour un an président du parlement des étudiants de l'université des sciences de la vie de Varsovie. Il prend en 1999 la présidence du parlement des étudiants de Pologne. Il entre à la Diète polonaise en 2001, à l'occasion d'élections législatives qui voient la nette victoire de la SLD avec 41 % des voix. Il entre au gouvernement dirigé par Leszek Miller deux ans plus tard, le 2 juillet 2003, en tant que ministre de l'Agriculture et du Développement rural. Reconduit le 2 mai 2004 par Marek Belka, il démissionne le 31 mai 2005.
Il est réélu député peu après et devient alors vice-président de la Diète. Il conserve son mandat à l'occasion des élections législatives anticipées de 2007, et renonce peu après à la vice-présidence de la chambre basse afin de prendre la présidence du groupe SLD le 5 novembre.
Le 7 juin 2009, Wojciech Olejniczak est élu député européen dans la circonscription de Varsovie. Il démissionne trois jours plus tard de ses fonctions parlementaires. Au Parlement européen, il siège parmi les sept élus polonais du groupe de l'alliance progressiste des socialistes et démocrates (S&D).